# 148780 Альчера
148780 Альчера (англ. 148780 Altjira, тимчасове позначення  2001 UQ18)  — транснептуновий об'єкт у поясі Койпера. Відкритий 20 жовтня 2001 року Марком Буї з Обсерваторії Кітт-Пік.
Альчера (Альтьїра) — деміург і бог неба у міфології північно-австралійських аборигенів.
У березні 2007 року в Альчери був відкритий супутник, що обертається на відстані 5,8 тисяч км від основного тіла. Його діаметр становить 246 км.